# Annibale Bugnini
Annibale Bugnini (Civitella del Lago, 14 giugno 1912 – Roma, 3 luglio 1982) è stato un arcivescovo cattolico italiano.
Ebbe un ruolo decisivo nella riforma liturgica seguita al Concilio Ecumenico Vaticano II, quale segretario della commissione per la liturgia. Fu membro dei Padri Lazzaristi.

## Biografia

### Formazione e ascesa
Bugnini studiò dapprima al Collegio Alberoni di Piacenza e quindi all'Angelicum di Roma dove nel 1938 si addottorerà in teologia con una tesi dal titolo De liturgia eiusque momento in Concilio Tridentino.
Fu ordinato presbitero a Siena il 26 luglio 1936 dall'arcivescovo Alcide Giuseppe Marina, C.M. Coltivò il suo interesse per la liturgia, approfondendo durante la guerra lo studio delle fonti liturgiche antiche e, nel 1946, divenne direttore della rivista liturgica Ephemerides liturgicae. Dal 1948 al 1960 fu segretario della commissione per la riforma generale della liturgia istituita da papa Pio XII. Nel 1957 fu nominato professore di liturgia alla Pontificia Università Lateranense e dal 1959-1962 fu, in vista del Concilio Vaticano II, segretario della commissione preparatoria per la liturgia.
L'assemblea conciliare, nella costituzione Sacrosanctum Concilium, aveva richiesto una riforma liturgica, senza tuttavia indicarne delle forme precise, ma enunciandone esclusivamente dei principi generali, ossia che fossero semplificati i riti (togliendo le duplicazioni), fosse introdotto un numero maggiore di brani scritturali, fosse introdotta una qualche forma di preghiera dei fedeli e fosse conservata la lingua latina nei riti latini, pur concedendo un certo spazio alla lingua nazionale. Per l'effettiva attuazione di tali propositi papa Paolo VI istituì una Commissione liturgica, di cui Bugnini ebbe la carica di segretario dal 1964, allo scopo di stabilire e successivamente applicare i cambiamenti della liturgia; tale commissione fu presieduta nell'ordine dai cardinali Giacomo Lercaro (fino al 1968), Benno Walter Gut (fino alla sua morte, nel 1969) e Arturo Tabera Araoz (fino al 1973). Dal lavoro di tale commissione sortì quella che è oggi nota come riforma liturgica, sancita dall'adozione del Messale Romano del 1969. Dal 1969 al 1975 Annibale Bugnini fu altresì segretario della Congregazione per il Culto Divino, finché questa fu riunita con la Congregazione dei sacramenti nella Congregazione del Culto Divino e della Disciplina dei Sacramenti.
Il 6 gennaio 1972 papa Paolo VI lo nominò arcivescovo titolare di Diocleziana; il 13 febbraio seguente ricevette l'ordinazione episcopale, nella basilica di San Pietro in Vaticano, per imposizione delle mani dello stesso pontefice, co-consacranti i cardinali Bernard Jan Alfrink e William John Conway.

### Caduta in disgrazia
Nella veste di segretario della Commissione per la riforma liturgica, Bugnini fu uno dei principali ideatori e vero regista della riforma liturgica, malgrado forti opposizioni e attacchi personali nei suoi confronti. Alcuni lo accusarono di essere un massone (Il suo nome figurò in una lista di presunti massoni pubblicata da Chiesa viva nel luglio-agosto del 1992) e di volere distruggere la Chiesa con la sua riforma. Tali accuse furono così gravi da spingere lo stesso Osservatore Romano a una smentita il 10 ottobre 1976. Tuttavia Bugnini figura nella lista di Mino Pecorelli con la data di iniziazione 23 aprile 1963, il numero di codice 1365/75 e il nome in codice BUAN. Nonostante Bugnini si dicesse innocente rispetto a tali accuse, proclamandole del tutto prive di fondamento, il 4 gennaio 1976 Paolo VI decise di sollevare Bugnini da tutti i suoi incarichi in curia e allontanarlo da Roma, nominandolo pronunzio apostolico in Iran. Invano Bugnini chiese ripetutamente udienza al Papa per chiarire la sua posizione: l'atto di Paolo VI (che questi non spiegò mai) fu interpretato come punizione pubblica, in parte dovuta a delle divergenze sulla conduzione della riforma liturgica, in parte, ritenne lo stesso Bugnini, al «credito che godettero a Roma le voci della sua presunta affiliazione» massonica, cui evidentemente il pontefice aveva dato credito. Nel suo libro "La riforma liturgica" Bugnini smentisce ogni affiliazione, e conferma che, a suo parere, la sua caduta in disgrazia fu dovuta a questa accusa, cioè "al credito che godettero a Roma le voci della sua presunta affiliazione". Vistosi ripetutamente negare udienza dal Papa, nel 1976 dovette dunque partire per l'Iran, dove rimase anche nel corso della rivoluzione islamica.

### La morte

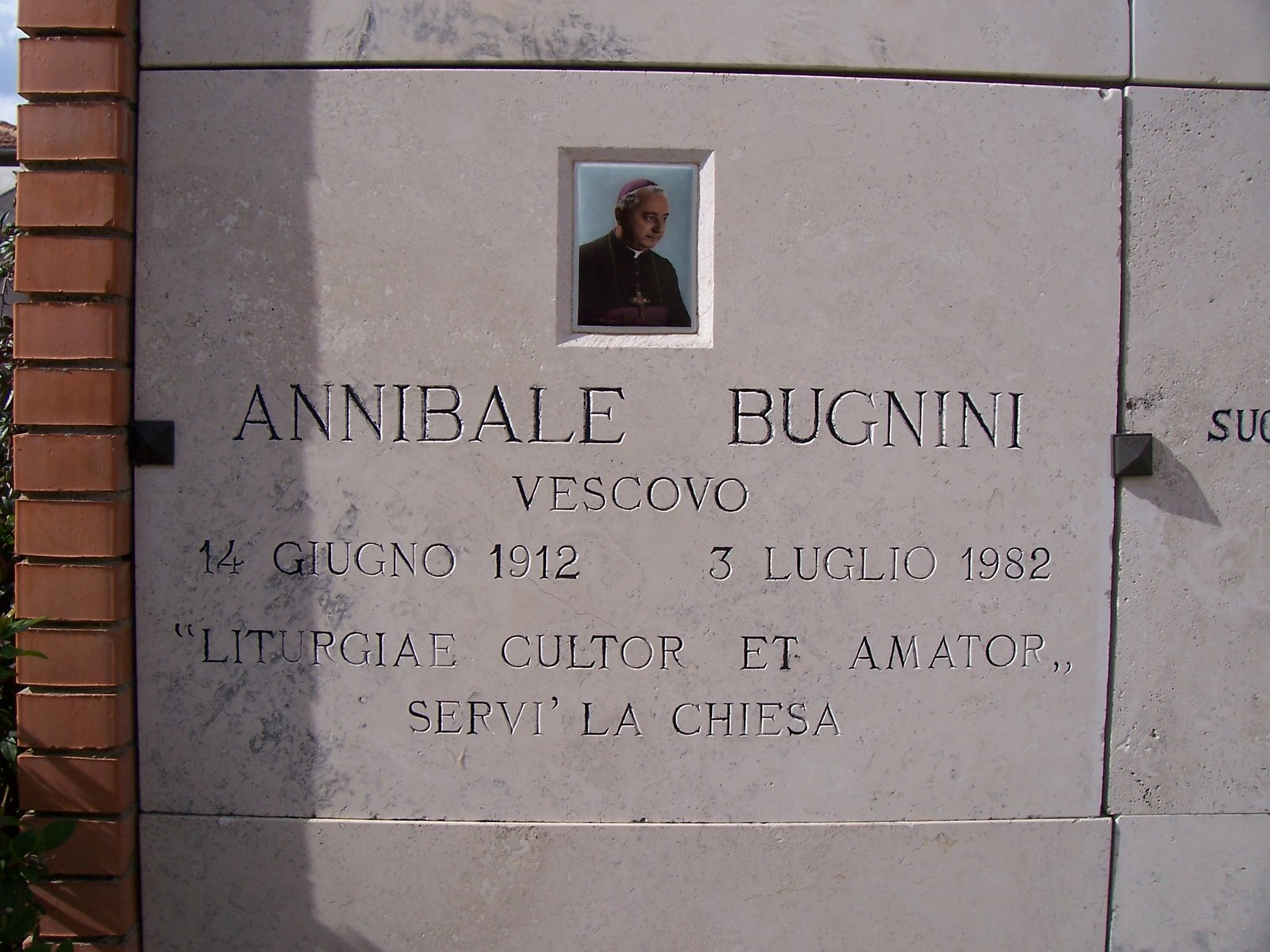
La tomba di mons. Bugnini.

Annibale Bugnini morì improvvisamente, il 3 luglio 1982 a Roma mentre era ricoverato nella Clinica Pio XI. I Millenari, nel noto pamphlet Via col vento in Vaticano, uscito nel febbraio 1999 a firma di monsignori rimasti anonimi, avanzarono il dubbio che la morte possa essere stata procurata dai suoi confratelli di loggia. Bugnini era stato operato di un'ernia, e doveva essere dimesso proprio quello stesso giorno.
I suoi funerali furono celebrati il 5 luglio 1982 dal cardinal Agostino Casaroli nella chiesa di San Gioacchino in Prati (o ai Prati di Castello), in Roma ed è sepolto, in una tomba di famiglia, nel cimitero di Civitella del Lago, provincia di Terni, oggi accanto alla sorella, appartenente alle Figlie della Carità di San Vincenzo de' Paoli, suor Clementina Bugnini, morta nel 2002. L'epigrafe sepolcrale, da lui dettata, riporta "Annibale Bugnini - Vescovo" e, dopo le date di nascita e morte, "Liturgiae cultor et amator - Servì la Chiesa".

## Genealogia episcopale
La genealogia episcopale è:
- Cardinale Scipione Rebiba
- Cardinale Giulio Antonio Santori
- Cardinale Girolamo Bernerio, O.P.
- Arcivescovo Galeazzo Sanvitale
- Cardinale Ludovico Ludovisi
- Cardinale Luigi Caetani
- Cardinale Ulderico Carpegna
- Cardinale Paluzzo Paluzzi Altieri degli Albertoni
- Papa Benedetto XIII
- Papa Benedetto XIV
- Papa Clemente XIII
- Cardinale Marcantonio Colonna
- Cardinale Giacinto Sigismondo Gerdil, B.
- Cardinale Giulio Maria della Somaglia
- Cardinale Carlo Odescalchi, S.I.
- Cardinale Costantino Patrizi Naro
- Cardinale Lucido Maria Parocchi
- Papa Pio X
- Papa Benedetto XV
- Papa Pio XII
- Cardinale Eugène Tisserant
- Papa Paolo VI
- Arcivescovo Annibale Bugnini

## Opere
- La Chiesa in Iran, Roma, CLV-Ed. Liturgiche, 1982
- La riforma liturgica 1948-1975, Roma, CLV-Ed. Liturgiche, 1983.
- Liturgiae cultor et amator, servì la Chiesa: Memorie autobiografiche, Roma, CLV-Ed. Liturgiche, 2012 (Postumous)